# 藤井洋治
藤井 洋治（ふじい ようじ、1887年10月5日 - 1945年8月6日）は、日本陸軍の軍人。最終階級は陸軍中将。

## 経歴
広島県福山市出身。1907年5月、陸軍士官学校（19期）を卒業。同年12月、歩兵少尉に任官し歩兵第11連隊付となる。1916年11月、陸軍大学校（28期）を卒業した。
参謀本部付勤務、参謀本部員などを経て、1921年4月、アメリカ大使館付武官補佐官となり、1922年12月まで勤務した。陸大教官兼参謀本部員、歩兵第11連隊付、天津駐屯歩兵隊長、歩兵第12連隊付などを経て、第1師団司令部付（早稲田大学配属将校）となる。1932年7月、歩兵第37連隊長となり、以後、第16師団司令部付（京都帝国大学配属将校）を務め、1935年8月、陸軍少将に進級。
歩兵第19旅団長、近衛師団司令部付などを歴任。1938年7月、陸軍中将に昇進した。留守第1師団長を経て、新設の第38師団長に親補され、広東方面の警備、諸作戦に従事。内地に帰還し中部軍司令官などを務め、1942年8月、予備役に編入される。1943年11月に召集を受け参謀本部付となった。その後、広島師管区司令官、第59軍司令官、兼中国軍管区司令官を務める。1945年8月6日、市内の官舎で出勤準備中、広島市への原子爆弾投下により夫人とともに被爆死した。

## 栄典
- 勲一等瑞宝章 - 1940年(昭和15年)5月17日[1]
- 勲一等旭日大綬章 - 1942年（昭和17年）3月9日[2]

## 関連事項
- 李鍝 - 広島原爆により被爆死した当時の第二総軍教育参謀。
- 大塚惟精 - 同じく被爆死した当時の中国地方総監。
- 粟屋仙吉 - 同じく被爆死した当時の広島市長。
- 高野源進 - 当時の広島県知事。被爆死を免れ被爆者救援の指揮にあたった。
- 佐伯文郎 - 当時宇品に駐屯していた陸軍船舶司令部（暁部隊）の司令官。同上。
- 松村秀逸 - 陸軍中国軍管区参謀長。被爆死を免れ司令官不在の間、管轄下の陸軍の指揮にあたった。